# リー (小惑星26955番)
リー (26955 Lie) は、小惑星帯にある小惑星である。パオロ・G・コンバ (P. G. Comba) がアリゾナ州のプレスコット天文台 (Prescott) で発見した。
ノルウェーの数学者で、リー群・リー環の理論の創始者であるソフス・リー (Marius Sophus Lie) に因んで命名された。なお日本語で「リー」と表記される小惑星は他に2つ（954 Li と 3155 Lee）あり、前者は発見者であるカール・ラインムートの妻から、後者は南北戦争の南部連合軍司令官ロバート・E・リーから命名された。